# Epholca arenosa
Epholca arenosa, descrita inicialmente como Epione arenosa, es una especie de polillas de la familia Geometridae, descrita por primera vez por el entomólogo británico Arthur Gardiner Butler en 1878, con distribución endémica en Japón.

## Descripción
Es una polilla color marrón a ocre, cruzadas por una amplia banda central oblicua estraminosa, separada en tres grandes manchas por una marca marrón en forma de A que la atraviesa color chocolate. Tiene un pequeño grupo de manchas estraminosas y blancas cerca del ápice del ala anterior. Las alas posteriores se ven moteadas de marrón y dos líneas discales paralelas también marrones. La superficie inferior es más pálida y brillante que la superior.